# Home Is the Hero
Home Is the Hero è un film drammatico del 1959 diretto da Fielder Cook, adattamento dell'omonima opera teatrale di Walter Macken.
È stato presentato in concorso alla 9ª edizione del Festival di Berlino.

## Trama
Paddo O'Reilly torna nella sua città in Irlanda dopo aver trascorso cinque anni in carcere per omicidio. Nonostante i vecchi amici cerchino di aiutarlo, Paddo è ormai cambiato e disilluso dalla vita e preferisce isolarsi da tutti. Solo il figlio disabile e l'incontro con una ragazza sembrano riuscire aprire uno spiraglio nella sua esistenza.

## Produzione
È stato il primo film girato negli Ardmore Studios di Dublino e l'unico al quale negli anni cinquanta ha partecipato l'intera compagnia irlandese dell'Abbey Theatre.

## Distribuzione
Il film è stato distribuito in Irlanda il 3 marzo 1959 e in Danimarca l'11 luglio 1960. Negli Stati Uniti è uscito il 25 gennaio 1961.

## Critica
Alla sua uscita, il Sunday Press scrisse: «Paddo troverà sicuramente un posto tra i le più grandi caratterizzazioni che lo schermo ci ha dato... (il film) porterà gli Ardmore Studios al rango delle maggiori case cinematografiche».